# Ауенвалд
Ауенвалд (њем. Auenwald) општина је у њемачкој савезној држави Баден-Виртемберг. Једно је од 31 општинског средишта округа Ремс-Мур. Према процјени из 2010. у општини је живјело 6.963 становника. Посједује регионалну шифру (AGS) 8119006.

## Географски и демографски подаци
Ауенвалд се налази у савезној држави Баден-Виртемберг у округу Ремс-Мур. Општина се налази на надморској висини од 280 метара. Површина општине износи 19,8 km². У самом мјесту је, према процјени из 2010. године, живјело 6.963 становника. Просјечна густина становништва износи 352 становника/km².

## Међународна сарадња
| Мјесто  | Држава    | Врста сарадње | Од    |
| ------- | --------- | ------------- | ----- |
| Телки   | Мађарска  | контакт       | 1994. |
| Борепер | Француска | партнерство   | 1987. |
| Извор   |           |               |       |